# Shimri
Shimry is het tweede muziekalbum dat verscheen onder de naam van Arild Andersen. Van zijn vorige langspeelplaat is alleen nog het ritmetandem over, Andersen en Thowsen. Andere musici werden aangesteld, waarvan Aaltonen de bekendste is. Andersen had in 1969 een aantal keren in Helsinki samen opgetreden met Heikki Sarmanto (dan kreeg je er Aaltonen bij) en Edvard Vesala. Een plaatopname Nana was het resultaat (overigens zonder Sarmanto). Het verschil tussen Aaltonen en Knut Riisnaes is hemelsbreed. Riisnaes ging na Clouds in my head weer studeren, maar zou in de bebop-tijl blijven. De stijl van Aaltonen is meer melodieus en hij gebruikte de dwarsfluit frequenter, zodat Shimry wat folkier klinkt. Bovendien trad Riisnaes graag op de voorgrond, terwijl Aaltonen met opging in het ensemble. De andere nieuweling was Lars Jansson, een student van het conservatorium van Göteborg, die toen al in diverse gezelschappen had gespeeld.  De opnamen vonden plaats is de Talent Studio te Oslo met Jan Erik Kongshaug achter de knoppen.
Shimry kwam uit het Bulgaars en betekent uiting van liefde. Andersen had toen kennis aan de Bulgaarse zangeres Radka Tonneff, met wie hij ook opnam en optrad.  

## Musici
- Arild Anderson - contrabas
- Juhani Aaltonen - dwarsfluit, saxofoons, percussie
- Lars Jansson - piano
- Pål Thowsen - slagwerk.

## Muziek
Alle van Andersen, behalve waar aangegeven.
| Nr. | Titel                                            | Duur  |
| --- | ------------------------------------------------ | ----- |
| 1.  | Shimry                                           | 5:48  |
| 2.  | No tears                                         | 9:27  |
| 3.  | Ways of days                                     | 4:48  |
| 4.  | Wood song (Aaltonen, Jansson, Andersen, Thowsen) | 6:02  |
| 5.  | Vaggvisa för Hanna (Janssen)                     | 3:46  |
| 6.  | Dedication                                       | 11:44 |

Het album is niet los verkrijgbaar als compact disc, in 2010 verscheen het in een verzamelbox met de titel Green in blue, zeer waarschijnlijk een verwijzing naar Miles Davis' "Blue in green" van het album Kind of Blue.